# 司馬桓子
司马桓子（？—？），春秋时期陈国大司马。
陈哀公会合楚王进攻郑国，陈军填郑国的水井被，砍郑国的树木，郑国人怨恨。前548年（周灵王二十四年、鲁襄公二十五年、陈哀公二十一年、郑简公十八年）六月，郑国子展、子产领七百辆战车攻打陈国，夜袭进城。陈哀公和太子偃师逃奔到坟地里，路遇司马桓子，让他用车载国君父子。司马桓子说：“我正打算巡城呢。”最后遇到贾获，贾获让他母亲、妻子下车，把车子让给陈哀公。子展命军队不进陈宫，和子产亲自守卫在宫门，陈哀公让司马桓子把宗庙的祭器赠送给他们。